# بارایواتس
بارایواتس (به صربی: Baraljevac) یک منطقهٔ مسکونی در صربستان است که در بوجانوواچ واقع شده‌است. بارایواتس ۳۱۶ نفر جمعیت دارد.